# 馬之助神社
馬之助神社（うまのすけじんじゃ）は高知県高岡郡四万十町（旧大正町）打井川の神社。棄児の少年「馬之助」を祀る。株式会社海洋堂の創業者・宮脇修の父親が創建したため、海洋堂シマントミュージアムビレッジとして海洋堂が管理している。

## 馬之助伝説
今（=海洋堂かっぱ館Webサイトの宮脇修の回想録の執筆時点）から200年くらい前（江戸時代）、打井川の山奥に年貢が納められず、日々の食糧も事欠くほど困窮した百姓がいた。その家の子の1人の馬之助は、7歳にして窃盗や他の子供へのいじめ等の悪行を繰返して親を困らせたので、ついに「一の又谷」という谷の奥に置き去りにされた。10日ほどして親が様子を見に行った時にはアカイコ（サワガニ）を食って何とか生存していたが、1ヶ月後には消息不明になった。

## 宮脇親子と馬之助
宮脇修の父親は、高知市内で指物の大工をしつつ神職を一部請け負っており、祝詞や祈祷が出来る人だった。今（=海洋堂かっぱ館Webサイトの宮脇修の回想録の執筆時点）から80年以上前、打井川に住む宮脇父の従兄弟から、「一の又谷」で炭焼き作業をすると原因不明の高熱にかかるなどの怪現象に遭うと相談され、宮脇親子で現地に向かった。そこで宮脇親子は、2人を監視するように追跡してくる正体不明の存在（ボロを着て木の棒を持った少年）に遭遇したという（宮脇修の証言）。 
宮脇の父はこれを「馬之助」と断定し、祠を建てて「馬之助大明神」として祀り、祈祷をした。その後は従兄弟が炭焼きに行っても怪現象は起きなくなった。この祠が起源となって、参拝すると子供の病気が治るという霊験の噂が広まり、現在の馬之助神社が出来上がった（2009年〈平成21年〉宗教法人に認定）。
これらの縁があって宮脇修は打井川に海洋堂ホビー館四万十・海洋堂かっぱ館を建て「海洋堂シマントミュージアムビレッジ」として運営している。馬之助神社もこの一部との扱いで、2023年（令和5年）現在は宮脇修の寄進により修理が行われている。2024年（令和6年）春完了予定で、2023年（令和5年）5月23日には地鎮祭が行われた。
ホビー館とかっぱ館は、アクセスの不便な四万十川水系・打井川の谷間にあり「へんぴ（辺鄙）なミュージアム」を自称しているが、馬之助神社はそれをさらに凌ぐ谷の奥地（一の又谷）にある。